# Piłka nożna w Szkocji

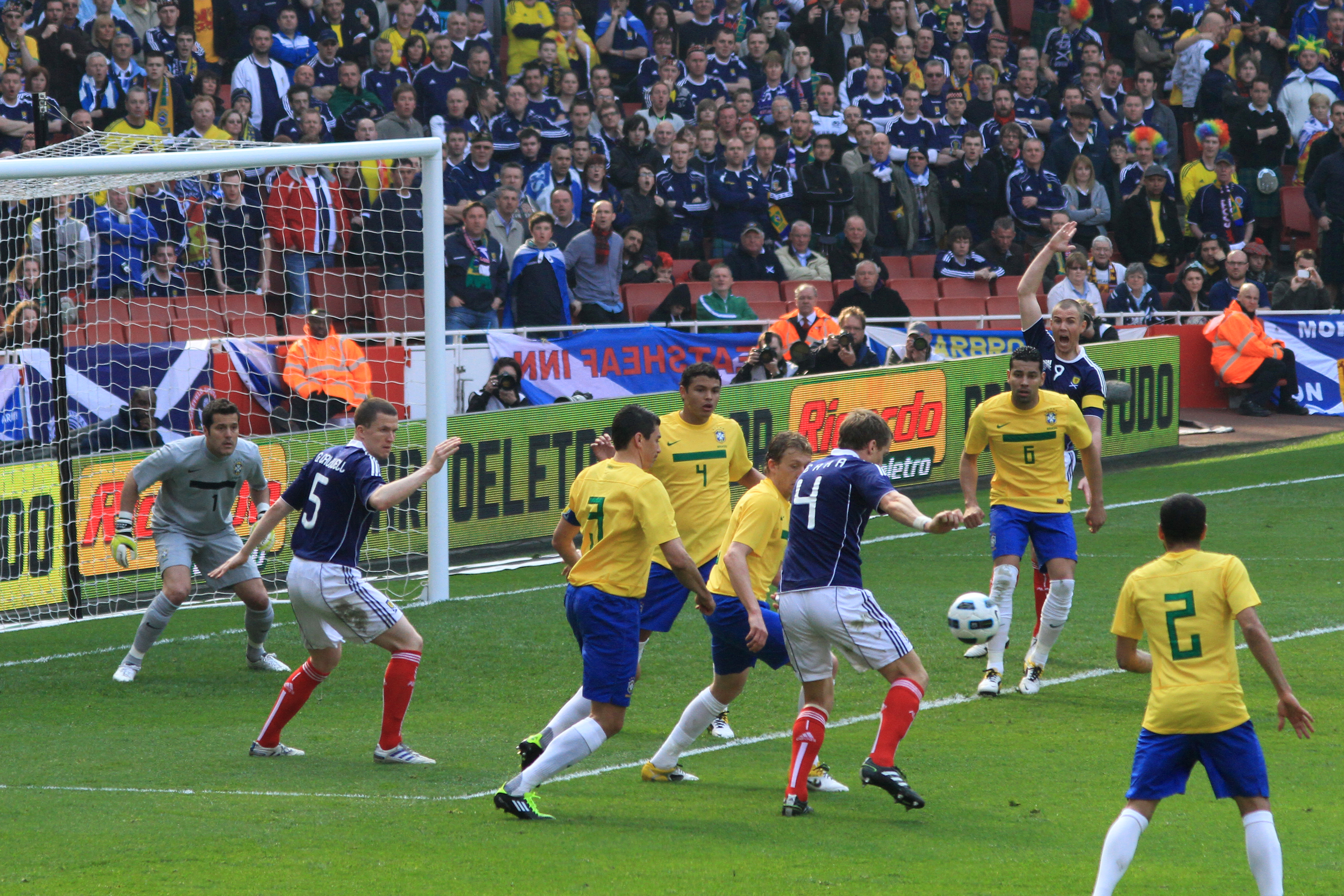
Mecz Szkocji z Brazylią w 2011 roku.

Piłka nożna (scots Fitbaw fɪtˈbɑː, gael. Ball-coise paul̪ˠ kʰɔʃə) jest najpopularniejszym sportem w Szkocji. Jej głównym organizatorem na terenie Szkocji pozostaje Scottish Football Association (SFA).
Szkockie kluby zdobyły jeden Puchar Europy Mistrzów Krajowych oraz dwa Puchary Zdobywców Pucharów.
W Scottish Premiership grają trzy najbardziej znane kluby świata, takie jak Celtic, Rangers i Aberdeen.
Szkoccy menedżerowie zdobyli łącznię 4 tytuły, wygrywając rozgrywki Ligi Mistrzów (dawniej Pucharu Europy). Są to Alex Ferguson (2), Jock Stein i Matt Busby.

## Historia

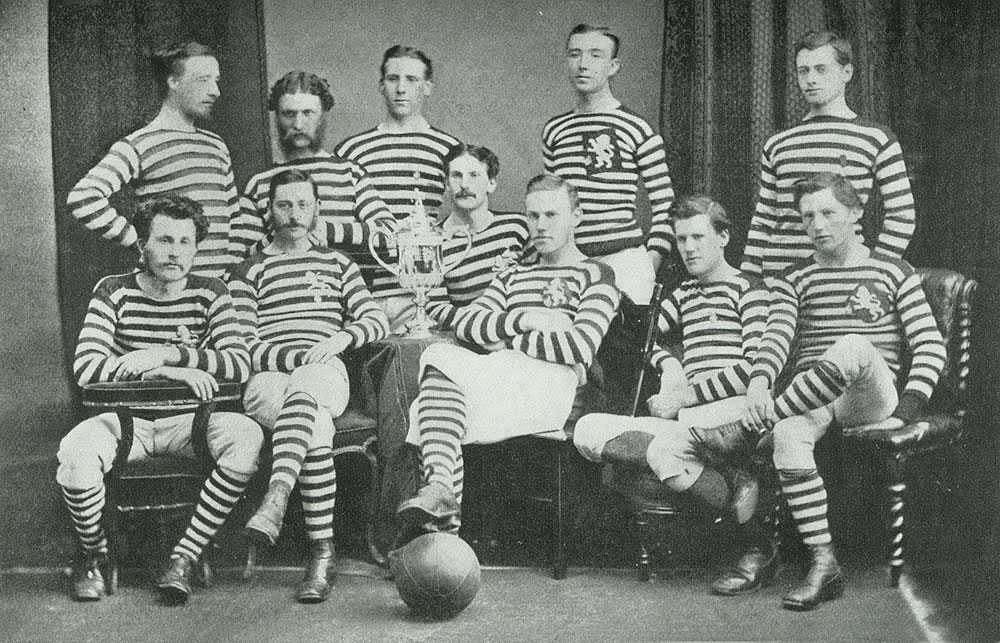
Najstarsza szkocka drużyna piłkarska Queen's Park F.C. w 1874 roku.

Gra znana jako football była rozgrywana w Szkocji już w XV wieku. Została zabroniona przez ustawę o piłce nożnej z 1424 roku, ponieważ odwracał uwagę mężczyzn od ich obowiązków małżeńskich i chociaż prawo przestało być używane, zostało uchylone dopiero w 1906 r. W sport ten uprawiali zwykli ludzie i członkowie rodziny królewskiej, tacy jak król Jakub VI i Maria, Królowa Szkotów. Istnieją dowody na to, że uczniowie grali w piłkę nożną w Aberdeen w 1633 roku (niektóre odniesienia cytują 1636). W XVIII wieku piłka nożna była znana z powodowania zamieszek i poważnych szkód zarówno w mieniu, jak i cielesnych. Piłka nożna w ogóle miała wówczas złą reputację. W piłkę nożną grano głównie podczas świąt, takich jak Nowy Rok czy Fastern's E'en. Podczas tych wydarzeń piłka nożna była „uczestnikiem masowym, impreza o niskich regulacjach”. Odbywały się też osobne mecze dla kobiet i mężczyzn. 
Uprawianie piłki nożnej jako sportu rekreacyjnego rozpoczęło się w latach 40. XIX wieku. Pod koniec XIX wieku piłka nożna była jedną z głównych aktywności kulturalnych wśród męskiej populacji zachodniej Szkocji, zarówno jako gracz oraz widz. Koleje pomogły w dostępie do podróży na mecze w innych miastach, czyniąc profesjonalną ligę opłacalną. Z trzydziestu siedmiu boisk piłkarskich istniejących w 1887 roku dwadzieścia znajdowało się w promieniu stu jardów od stacji kolejowej.
9 lipca 1867 roku w Glasgow powstał pierwszy szkocki klub piłkarski Queen’s Park F.C., potem następne. Po założeniu szkockiej federacji piłkarskiej – SFA (zwaną również Scottish FA) 13 marca 1873 roku. W 1873 roku po raz pierwszy rozegrany został Puchar Szkocji – drugi z najstarszych krajowych pucharów świata, poprzedzający go tylko angielski FA Cup. Scottish Football League została założona w 1890 roku jako pierwsza profesjonalna liga w szkockim futbolu, która zorganizowała pierwsze oficjalne Mistrzostw Szkocji w sezonie 1890/91. Pierwszymi mistrzami zostały ex aequo drużyny: Dumbarton i Rangers. W 1893 została utworzona druga liga – rozgrywki na najwyższym poziomie nazywane Scottish League First Division. W latach 1939–1946 mistrzostwa zawieszono z powodu II wojny światowej.
W sezonie 1975/76 po raz pierwszy wystartowały rozgrywki w Scottish Football League Premier Division. W sezonie 1998/99 liga zmieniła nazwę na Scottish Premier League.
Od sezonu 2013/14 rozgrywki na najwyższym poziomie mają nazwę Scottish Premiership.

## Format rozgrywek ligowych
W obowiązującym systemie ligowym cztery najwyższe klasy rozgrywkowe są ogólnokrajowe (Scottish Premiership, Scottish Championship, Scottish League One i Scottish League Two). Dopiero na piątym poziomie pojawiają się grupy regionalne.

## Puchary
Rozgrywki pucharowe rozgrywane w Szkocji to:
- Puchar Szkocji (Scottish Cup),
- Puchar Ligi (Scottish League Cup),
- Scottish Challenge Cup - rozgrywki pucharowe dla klubów z różnych lig, nawet z innych krajów.